# Europese kampioenschappen judo 2023

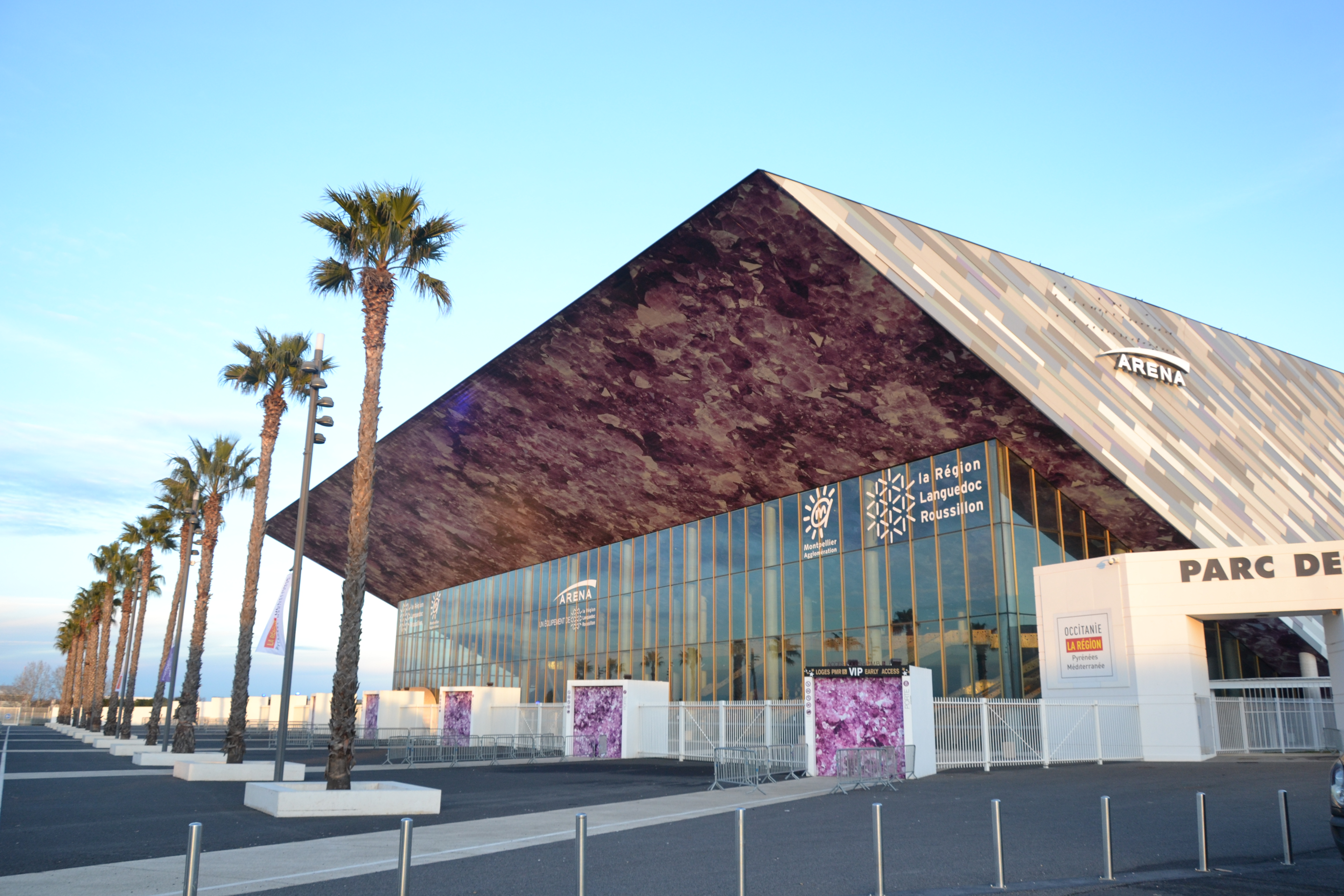
Sud de France Arena.

De Europese kampioenschappen judo 2023 waren de 34ste editie van de Europese kampioenschappen judo voor mannen en vrouwen en werden gehouden van 3 tot en met 5 november 2023 in Montpellier, Frankrijk. De wedstrijden vinden plaats in de Sud de France Arena. 
Naar aanleiding van de Russische invasie van Oekraïne verklaarde de Internationale Judofederatie (IJF) op 2 maart 2022 dat Russische judoka's uitsluitend onder de vlag van de IJF mogen deelnemen aan de Europese kampioenschappen en andere door de IJF georganiseerde toernooien, en dus voorlopig niet namens Rusland mogen uitkomen op deze toernooien.
386 judoka's uit 46 landen namen deel aan het toernooi. De wedstrijden vonden plaats in de Sud de France Arena. Met negen medailles eindigde Frankrijk als eerste in het medailleklassement, gevolgd door Azerbeidzjan (twee medailles) en Servië (twee medailles).

## Resultaten

### Mannen
| Gewichtsklasse | Goud               | Zilver              | Brons                                      |
| -------------- | ------------------ | ------------------- | ------------------------------------------ |
| – 60 kg        | Luka Mkheidze      | Dilshot Khalmatov   | Francisco Garrigós Romain Valadier Picard  |
| – 66 kg        | Denis Vieru        | David García Torne  | Walide Khyar Bogdan Iadov                  |
| – 73 kg        | Hidayat Heydarov   | Salvador Cases Roca | Akil Gjakova Petru Pelivan                 |
| – 81 kg        | Vedat Albayrak     | Tato Grigalasjvili  | Alpha Oumar Djalo Dominic Ressel           |
| – 90 kg        | Nemanja Majdov     | Lasja Bekaoeri      | Krisztián Tóth Mihael Zgank                |
| – 100 kg       | Zelym Kotsoiev     | Ilia Slamanidze     | Matvey Kanikovskiy Nikoloz Sherazadishvili |
| + 100 kg       | Martti Puumalainen | Guram Tushishvili   | Valeriy Endovitskiy Jelle Snippe           |

### Vrouwen
| Gewichtsklasse | Goud                 | Zilver           | Brons                                    |
| -------------- | -------------------- | ---------------- | ---------------------------------------- |
| – 48 kg        | Shirine Boukli       | Catarina Costa   | Laura Martínez Abelenda Sabana Giliazova |
| –52 kg         | Amandine Buchard     | Distria Krasniqi | Chelsie Giles Mascha Ballhaus            |
| –57 kg         | Daria Kurbonmamadova | Marica Perišić   | Sarah-Léonie Cysique Nora Gjakova        |
| –63 kg         | Andreja Leski        | Gili Sharir      | Angelica Szymanska Laura Fazliu          |
| –70 kg         | Marie-Eve Gahié      | Madina Taimazova | Sanne van Dijke Barbara Matić            |
| –78 kg         | Alina Boehm          | Alice Belandi    | Patricia Sampaio Inbar Lanir             |
| + 78 kg        | Romane Dicko         | Raz Hershko      | Marit Kamps Asya Tavano                  |

## Medaillespiegel
De medailles van de judoka's die onder neutrale vlag meededen zijn niet opgenomen in dit overzicht.
| Plaats | Land                | Goud | Zilver | Brons | Totaal |
| 1      | Frankrijk           | 5    | 0      | 4     | 9      |
| 2      | Azerbeidzjan        | 2    | 0      | 0     | 2      |
| 3      | Servië              | 1    | 1      | 0     | 2      |
| 4      | Duitsland           | 1    | 0      | 2     | 3      |
| 5      | Turkije             | 1    | 0      | 1     | 2      |
| 5      | Moldavië            | 1    | 0      | 1     | 2      |
| 7      | Slovenië            | 1    | 0      | 0     | 1      |
| 7      | Finland             | 1    | 0      | 0     | 1      |
| 9      | Georgië             | 0    | 4      | 0     | 4      |
| 10     | Spanje              | 0    | 2      | 3     | 5      |
| 11     | Israël              | 0    | 2      | 1     | 3      |
| 12     | Kosovo              | 0    | 1      | 3     | 4      |
| 13     | Italië              | 0    | 1      | 1     | 2      |
| 13     | Portugal            | 0    | 1      | 1     | 2      |
| 13     | Oekraïne            | 0    | 1      | 1     | 2      |
| 16     | Nederland           | 0    | 0      | 3     | 3      |
| 17     | Hongarije           | 0    | 0      | 1     | 1      |
| 17     | Kroatië             | 0    | 0      | 1     | 1      |
| 17     | Verenigd Koninkrijk | 0    | 0      | 1     | 1      |
| 17     | Polen               | 0    | 0      | 1     | 1      |
| Totaal | Totaal              | 13   | 13     | 25    | 51     |

Bron: IJF